# 954 до н. е.

## Події

### Астрономічні явища
- 31 березня. Кільцеподібне сонячне затемнення.[1]
- 24 вересня. Повне сонячне затемнення.[1]

## Померли
- Брут II Зелений щит, легендарний король бритів.[2]